# Cuchillo canario

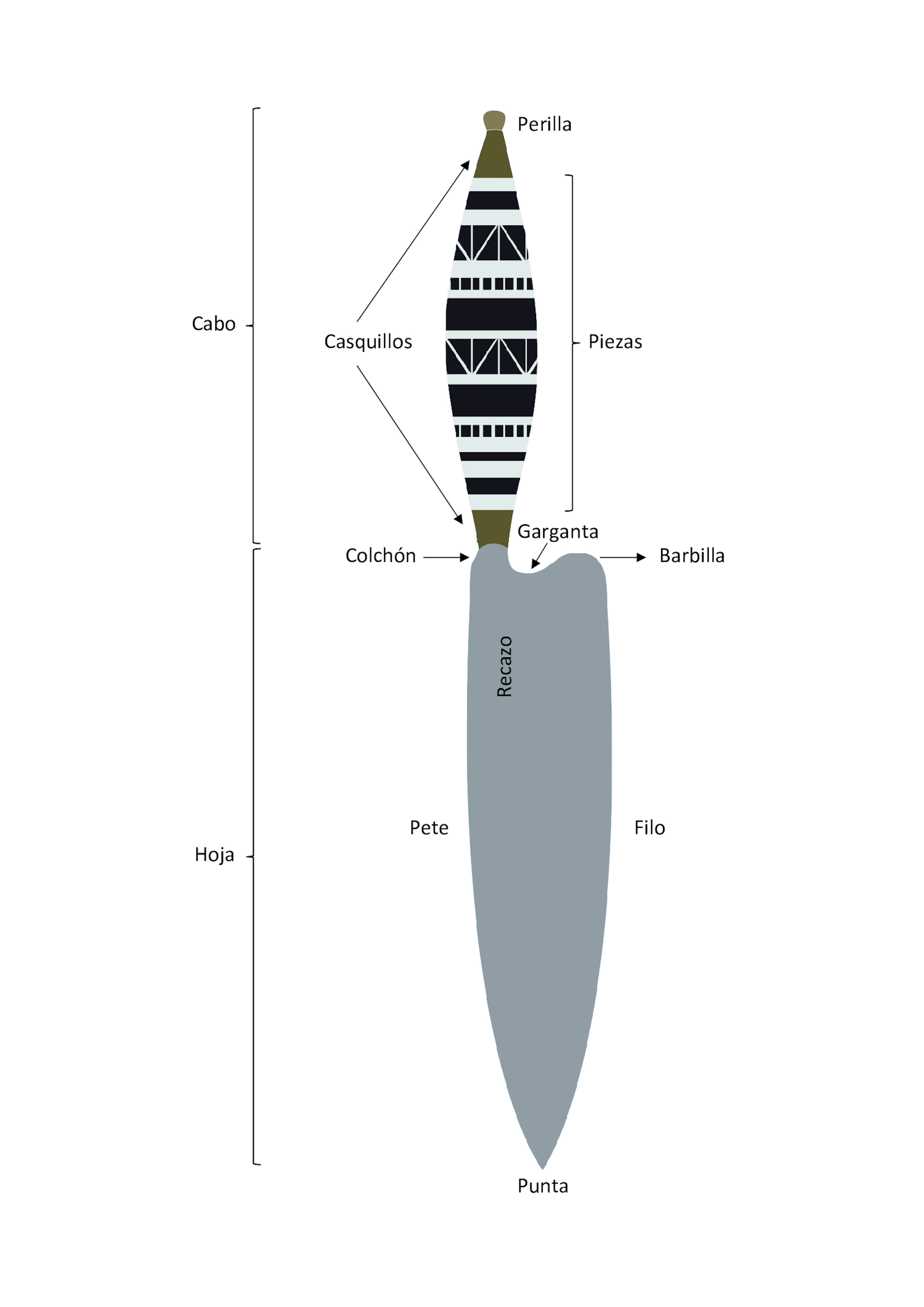
Partes del cuchillo canario.

El cuchillo canario es un tipo de cuchillo étnico originario de la isla de Gran Canaria, utilizado tradicionalmente en labores agropecuarias. Desde las primeras décadas del siglo siglo XX se convierte, además, en un distinguido objeto de regalo por parte de instituciones públicas y privadas, siendo obsequiado a distintas personalidades y autoridades como Alfonso XIII, Francisco Franco, Juan Carlos I, Hassan II, Bernardo de Holanda, etc. Desde hace unos años, esta artesanía se ha extendido a otras islas del archipiélago canario y también se produce en Fuerteventura, Lanzarote, La Palma y Tenerife.

## Características
El utensilio isleño se distingue por su elaborado «cabo» (mango) fusiforme que puede estar decorado con líneas, figuras geométricas, motivos florales, dameros, etc. Este está rematado en ambos extremos por «casquillos» metálicos troncocónicos con o sin decoraciones, que refuerzan la empuñadura y la estabilidad de la «espiga». El casquillo superior está rematado a su vez por un remache llamado «perilla», cuya función es mantener unidas a presión todas las partes del cabo, en el cual no se emplea adhesivo alguno. El espacio entre ambos casquillos lo conforman una serie de «piezas» (arandelas), siempre en número impar, de metal, hueso, cuerno, etc., con o sin incrustaciones, ensartadas en una espiga cuadrangular.
La «hoja» lanceolada de metal, normalmente de acero y un solo «filo» (algunos ejemplares también presentan contrafilo en el «pete» (lomo), que es el lado opuesto al filo), posee dos elementos característicos en su parte superior concebidos para apoyar el dedo; una escotadura redondeada o rebaje llamada «garganta» y la «barbilla», que es la parte sobresaliente. Cabe señalar que la hoja (incluyendo espiga y colchón) está forjada de una sola pieza, sin uniones ni soldaduras.
Uno de los rasgos distintivos de la herramienta es que cuenta con una hoja intercambiable, ya que al ser un útil de trabajo esta estaba sometida a un desgaste permanente debido al uso y los continuos afilados. Por tradición, el instrumento viene acompañado de una «vaina» (funda) en piel, cuya función principal era la seguridad del portador en las diferentes tareas agropecuarias.
Desde los inicios del cuchillo canario, cuchilleros y herreros han dejado su firma en el denominado «colchón» o «escorchón» (engrosamiento de la hoja hecho a forja y sobre el que descansa el cabo, de ahí su nombre) mediante muescas lineales y cruciformes, si bien no todos están firmados. Estas marcas sirven como referencia a la hora de identificar la autoría de una hoja en concreto, que con frecuencia coincidía con la manufactura del cabo, en caso de que el artesano hiciese a la vez tanto el mango como la hoja, lo que no siempre sucedía, como en la actualidad.
En efecto, muchos de los cuchilleros o encabadores se limitaban a encabar las hojas terminadas que adquirían a los herreros. Por ello, no se puede catalogar un cuchillo antiguo en función de la firma del colchón. En primer lugar porque podría tratarse de una hoja diferente a la original, sustituida por otra como consecuencia del desgaste y en segundo lugar, porque en caso de que el cuchillo conservase su hoja original, esta podría haber sido comprada a un herrero que no tendría por qué coincidir con quien hizo el cabo, es decir el cuchillero, encabador o cabero.
Entre las características diferenciadoras del cuchillo canario se encuentra la flexible y delgada hoja lanceolada intercambiable, midiendo su pete unos dos o tres milímetros junto al colchón, para ir disminuyendo progresivamente en grosor hasta llegar a cero en la punta. Otro rasgo distintivo de la hoja es la guarda, compuesta por garganta y barbilla, cuya función es servir de apoyo y protección al dedo índice, impidiendo que la mano se deslice hacia el filo y se produzcan cortes. Asimismo, destaca el ornamentado cabo hecho a mano, cuyas piezas de distinto diámetro, espesor, color y material suelen estar decoradas con incrustaciones para formar los más variados diseños, de sencillos a complejos. Es el componente plástico y artístico por antonomasia, donde quedan plasmados el nivel de maestría y la creatividad de cada artesano.

## Origen, evolución y usos
Los aborígenes prehispánicos que habitaron Gran Canaria no hicieron uso de los metales, al carecer la isla de minerales de donde poder extraerlos. La llegada de armas blancas se produjo durante la conquista y colonización europea de la isla a finales del siglo XV.
Se han planteado diversas hipótesis sobre la procedencia del cuchillo grancanario. Una de ellas sugiere que derivaría de los de Toledo y Albacete. Sin embargo, estudios recientes han demostrado que cuchillos catalogados como albaceteños en determinados museos, en realidad provenían de Málaga. El cuchillo típico español se hacía en Toledo y Albacete, pero también en Andalucía, concretamente en Tolox (Málaga). Este último presenta similitudes con el cuchillo canario, tales como hoja triangular de un solo filo, colchón, espiga, casquillos y cabo fusiforme. Pese a los diferentes lugares planteados, estas hipótesis coinciden en señalar la mitad sur de España como ámbito geográfico de origen.

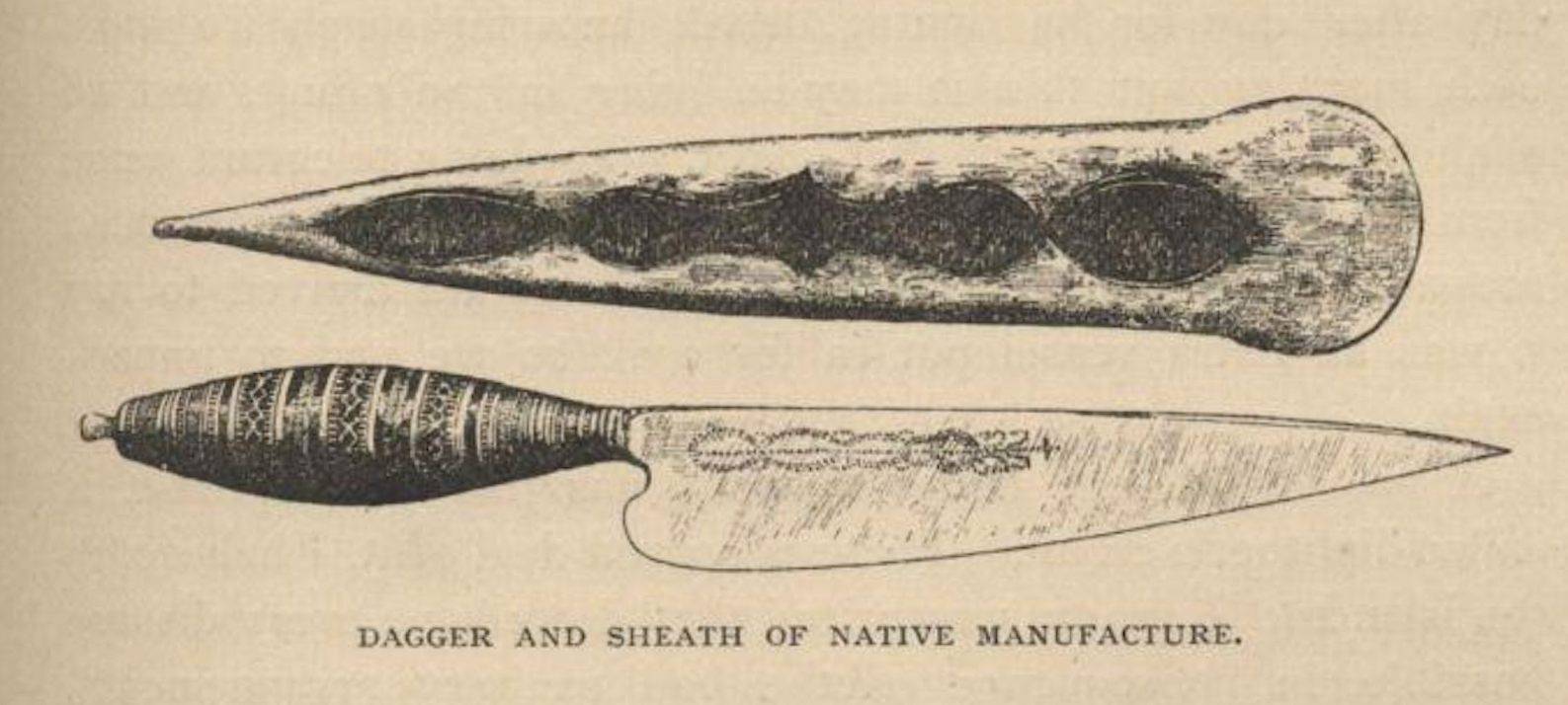
Cuchillo con cabo del tipo «rayado», contrafilo en el «pete», punteado en el recazo y «vaina». Presenta la fisonomía típica del ; «cabo» de mayor grosor y hoja más estrecha, triangular y puntiaguda. Ilustración publicada en 1887 en el libro de Olivia Stone donde relata su viaje a Canarias realizado entre 1883 y 1884.

Ese cuchillo de origen foráneo fue transformándose en la isla, incorporando otras influencias claves en su evolución, como la alternancia de roldanas de cuernos de diferentes tonalidades con arandelas metálicas, presentes en empuñaduras de cuchillos y pipas de fumar norteafricanas. Todo ello dio lugar a un modelo de cuchillo con unas características únicas que lo diferencia de los demás, lo que le ha valido el nombre propio de «cuchillo canario». En cuanto a su antigüedad, se estima que el cuchillo isleño aparecería como tal en torno a finales del siglo XVIII y principios del XIX, forjándose por primera vez en alguna de las herrerías de los municipios de Guía y Telde.
Respecto a su morfología, los fabricados en el siglo XIX y primera década del siglo XX presentaban una hoja más triangular, estrecha y gruesa, así como, en general, cabos más cortos y de mayor grosor en comparación con los realizados en fechas posteriores. Los cambios en las proporciones de la hoja y el cabo fueron provocados por la expansión y auge del cultivo de la platanera, al tener que adaptarse el útil agrícola a las necesidades derivadas de este cultivo. Estas modificaciones, que comenzaron a producirse al final de la primera década del siglo XX, se han mantenido hasta la actualidad.
Pero los cambios no se limitaron únicamente a la fisonomía del objeto, la decoración del cabo también sufrió una evolución importante con la introducción de nuevos motivos que siguen utilizándose a día de hoy. Desde el último tercio del siglo XIX, la familia Batista de Guía jugó un papel fundamental en este aspecto, comenzando por la figura del patriarca, José Batista González, platero de profesión. No obstante, fue su hijo Fermín Vicente Paulino Batista León, conocido como «maestro Vicente Batista», quien desarrollaría y enriquecería el nuevo estilo. Su padre inició el cambio en la estética de los cabos, pero fue él quien revolucionó esta artesanía mediante la armonía geométrica, la simetría, el orden y el color, hasta tal punto que muchos de sus trabajos pueden catalogarse de auténticas obras de arte. 
Estos orfebres guienses marcaron un antes y un después en la historia del utensilio, al incorporar nuevos materiales y elementos decorativos que dieron lugar a nuevas y complejas composiciones, como los «dameros y flores». Otros miembros destacados de la saga que continuaron con la tradición familiar de elaborar «cabos de flores» fueron la hermana de maestro Vicente, Carmen Batista León y el hijo de este, Vicente Batista López. Posteriormente, otros artesanos han seguido diversificando el repertorio de dameros o ajedrezados, creando toda una serie de nuevos diseños.
La herramienta ha sido conocida en la isla por distintos nombres: «cuchillo de labranza», «cuchillo del país», «cuchillo a uso del país», «cuchillo canario», «cuchillo cabo pieza», «cuchillo cabo hueso», etc.
Una de las denominaciones utilizadas frecuentemente para referirse al arma blanca es el canarismo naife. La etimología de la palabra deriva del inglés knife (cuchillo), pronunciación: ˈnaɪf/, término que se popularizó en las últimas décadas del siglo XX, aunque ya existía a finales del siglo XIX en la capital de la isla (no así en zonas rurales u otros municipios), coincidiendo con el incremento de las relaciones comerciales, la afluencia de visitantes y el tráfico marítimo con Gran Bretaña. Los investigadores prefieren no utilizar este vocablo al no tener el cuchillo isleño procedencia inglesa, decantándose por el nombre genérico de «cuchillo canario». El cual hace alusión al gentilicio de Canaria (Gran Canaria), uno de los nombres por el que era conocida la isla en centurias pasadas, no al gentilicio del archipiélago.

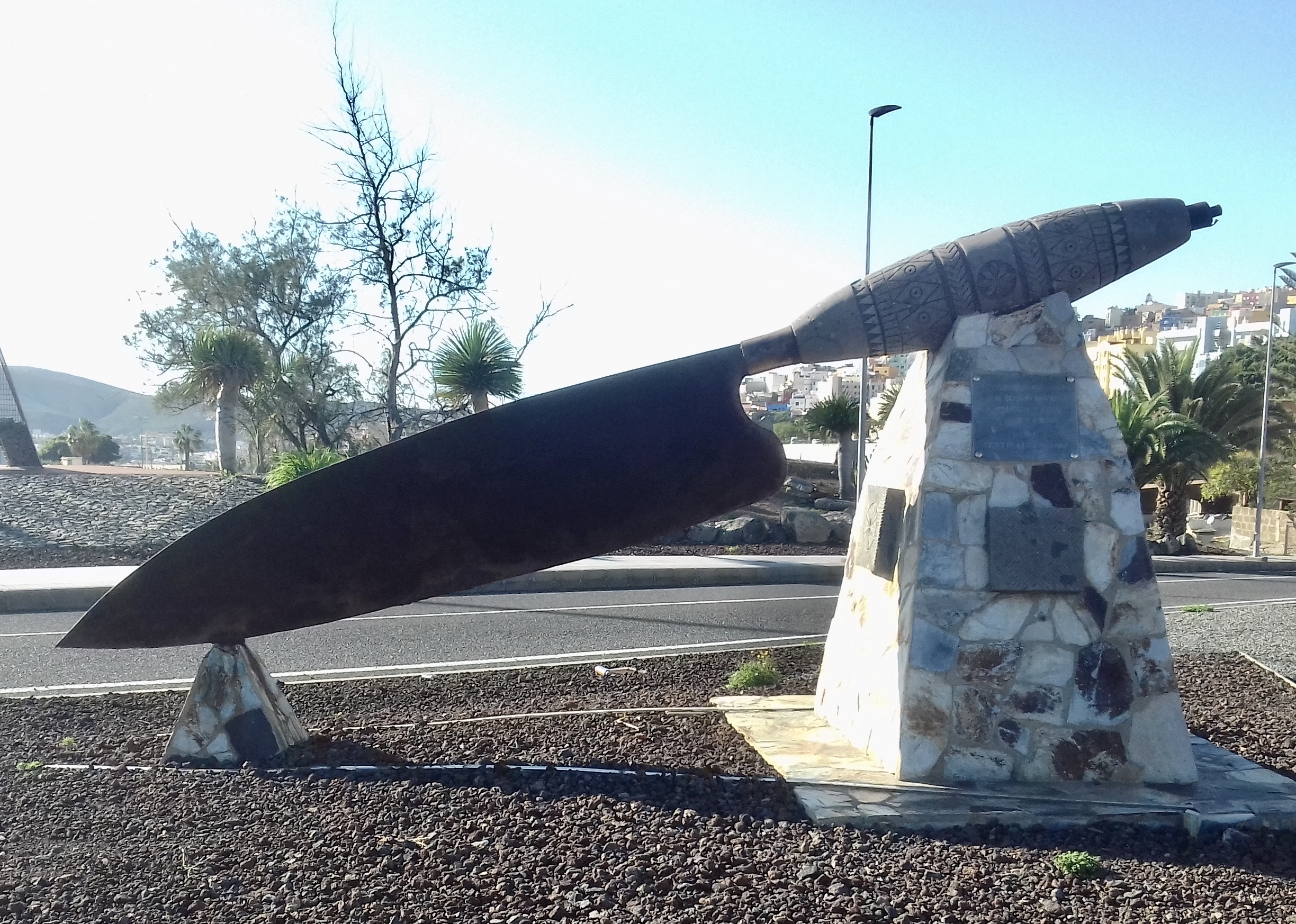
Monumento a cuchilleros y herreros en forma de cuchillo canario (2004), Guía de Gran Canaria.

Históricamente, el útil de trabajo siempre estuvo vinculado al mundo rural grancanario, donde era utilizado por los hombres en la agricultura y la ganadería. Solía llevarse a la cintura enfundado en su vaina sujeta al cinturón, ceñidor o pantalón. Aunque su uso tradicional aún perdura, con el paso del tiempo ha pasado a ser considerado un artículo decorativo, de coleccionista, de regalo, de menaje de cocina/servicio de mesa, de recuerdo, así como un símbolo de identidad canaria.
Existe un monumento dedicado a los cuchilleros y herreros de Guía de Gran Canaria cuya forma reproduce este símbolo cultural a escala gigantesca. El «Festival del Sur, Encuentro Teatral Tres Continentes» que se celebra en Agüimes, concede anualmente el premio «Cuchillos canarios», entregando uno como reconocimiento. Sin olvidar que desde el siglo siglo XIX se ha expuesto en ferias y se han hecho exposiciones monográficas sobre el mismo.

## Reseñas históricas
El objeto no pasó desapercibido a los ojos de determinados estudiosos y viajeros, prueba de ello son las reseñas históricas del siglo XIX que se citan a continuación.

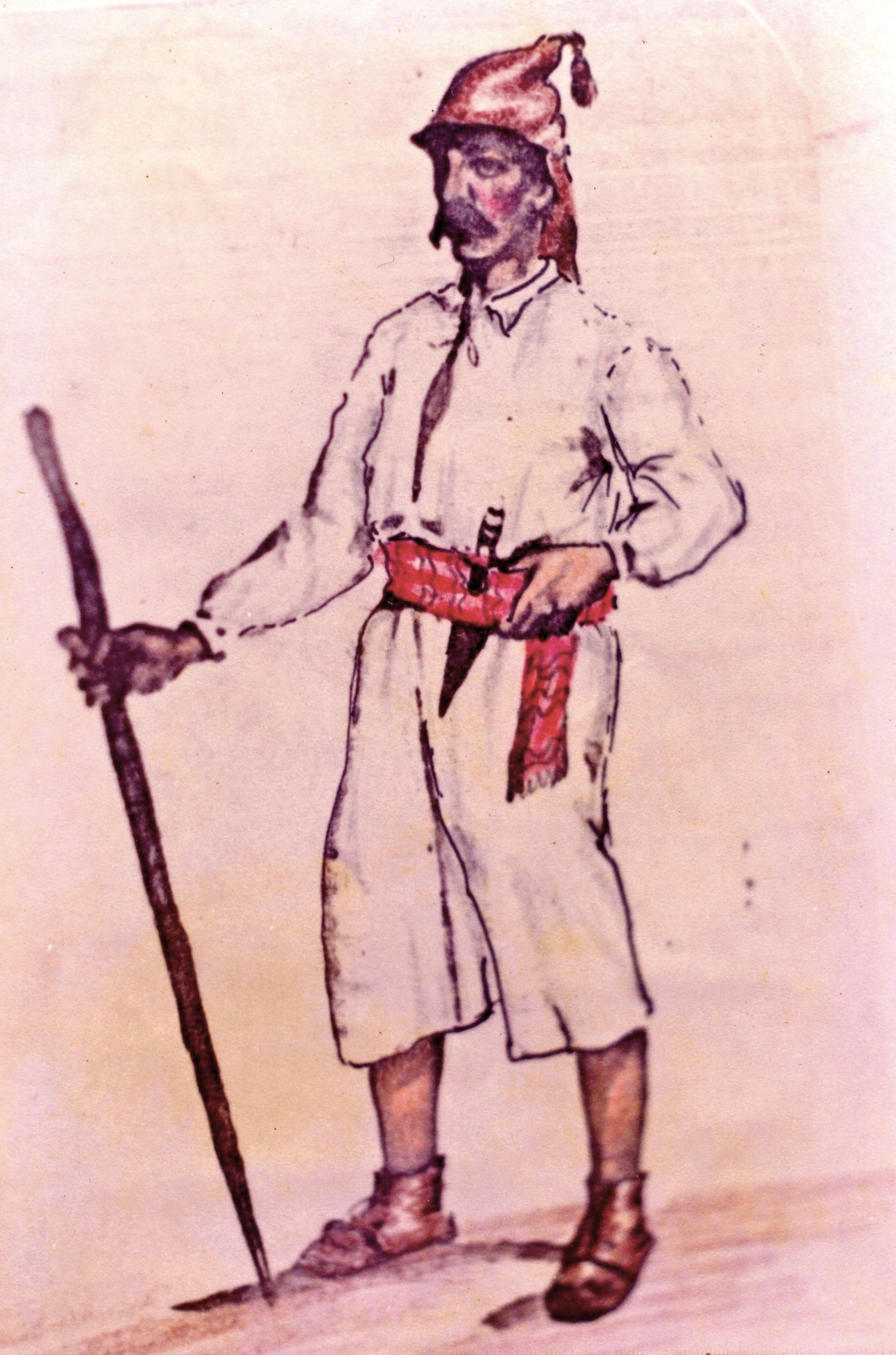
Dibujo de un campesino grancanario en traje de faena con la herramienta sujeta al fajín (1853).

En su obra Recuerdos de un noventón (1895), Domingo José Navarro y Pastrana, médico y cronista grancanario, cuenta en sus memorias cómo eran los usos y costumbres en Las Palmas de Gran Canaria a principios del siglo XIX. Entre otras cosas, describe la vestimenta y complementos que usaban los labradores de la isla en aquellos años. En este retrato del campesino se cita por primera vez la presencia del cuchillo canario y su vaina como parte de su indumentaria. Hasta el momento es la mención más antigua que se conoce sobre su existencia:

En los días ordinarios de verano y de las estaciones medias, el vestido del labriego era, zapato blanco de vaqueta (solado), piernas desnudas, braguillas muy holgadas de lienzo casero (calzoncillos), camisa del mismo género, largo ceñidor de estameña azul, en cuyo lado izquierdo se alojaba el largo, ancho y puntiagudo cuchillo de labranza, metido en su vaina (...)

Entre el 6 de noviembre de 1883 y el 22 de enero de 1884 la viajera irlandesa Olivia Stone recorrió Gran Canaria en compañía de su marido. Sus impresiones fueron publicadas en su libro Tenerife and its six satellites; or, The Canary Islands past and present (1887), donde queda patente que se trataba de un utensilio, no de un arma de defensa o ataque (traducido del inglés):

Casi todos los hombres y muchachos llevan cuchillos, que siempre arrojan a un lado en cuanto va a empezar una pelea.

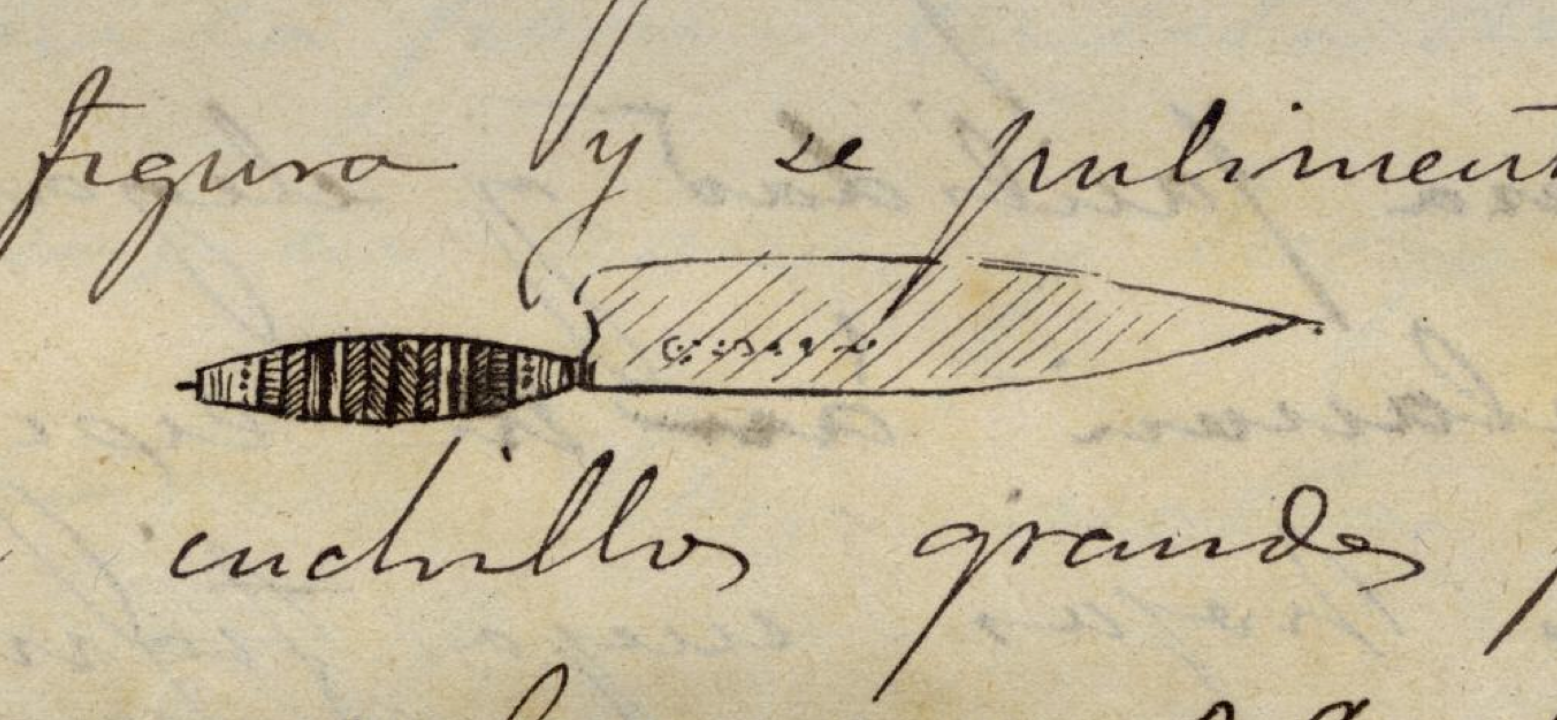
Dibujo de Grau-Bassas contenido en su cuaderno, entre 1885-88.

El médico, etnógrafo y antropólogo español, así como cofundador y primer conservador del Museo Canario, Víctor Grau-Bassas y Mas, recoge en un cuaderno sin título manuscrito entre 1885-88 los usos y costumbres de los agricultores de la isla, describiendo de la siguiente manera lo que él califica como «un ramo de industria especial en el país»:

El garrote y el cuchillo si no son prendas de vestir, son instrumentos que se llevan constantemente. El cuchillo es un instrumento de fábrica del país. La hoja de buen acero termina en punta aguda (...). En ciertas localidades, sin explicarse los industriales las causas, se templan hojas de cuchillo de un modo muy completo. Estas localidades son Cuesta de Silva y Teror. En otras, como Telde, se fabrican los mangos o cabos con una facilidad y elegancia extremadas en relación a su exiguo precio. (...) Resultan de una elegancia sorprendente y pueden alcanzar un precio elevado cuando los adornos son de metales preciosos. Los cabos se fabrican cortando con un sacabocados roldanas de cuerno previamente reblandecido al fuego. A estas roldanas se les va embutiendo por un borde pedazos delgados de metales. Luego se reúnen las necesarias al cabo, se agujerean por el centro y se colocan en la espiga del cuchillo, sujetándolos con dos casquillos metálicos también labrados. Este cabo se tornea o trabaja a lima hasta darle la conveniente figura, y se pulimenta convenientemente. Hay cuchillos grandes para vaqueros que tienen 0,30 metros de largo por 0,08 de ancho, pero los ordinarios tienen más cortas dimensiones y sus precios varían entre 4 y 75 pesetas, que son los más lujosos.

El doctor en medicina y antropólogo francés René Verneau, quien visitó la isla en varias ocasiones, menciona someramente las industrias artesanales y productos de Gran Canaria en un pasaje de su libro Cinq années de séjour aux Iles Canaries (1891), destacando lo siguiente (traducido del francés):

(...) y los cuchillos. Son quizás estos últimos objetos los más destacables. El mango se compone de una serie de arandelas de latón que se alternan con otras de cuerno finamente incrustado en metal; el conjunto está fuertemente apretado contra la hoja por medio de un remache.

## Materiales y proceso de fabricación

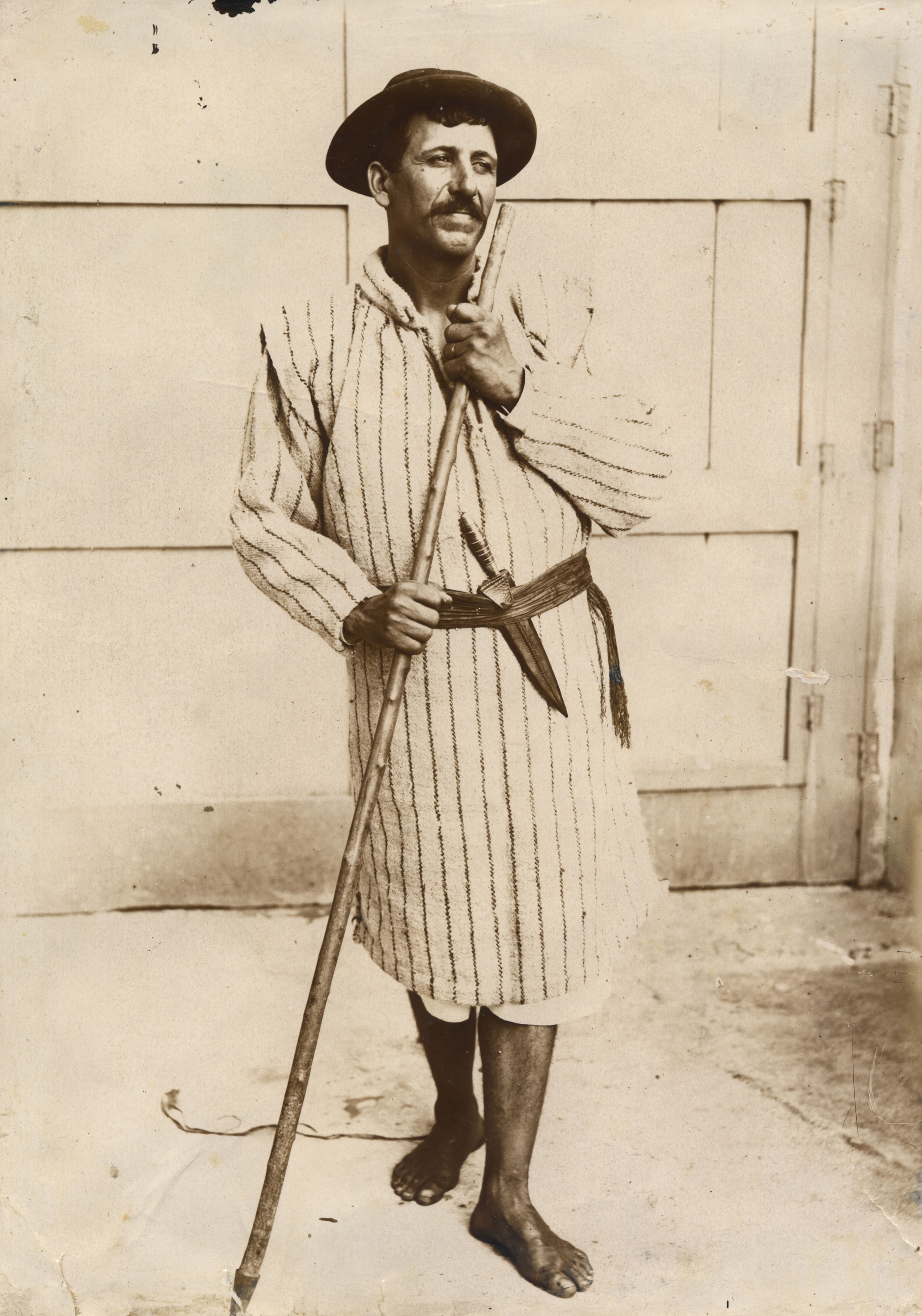
Foto de un agricultor de Gáldar con cuchillo metido en la «vaina» que a su vez está sujeta al fajín, década de 1880.

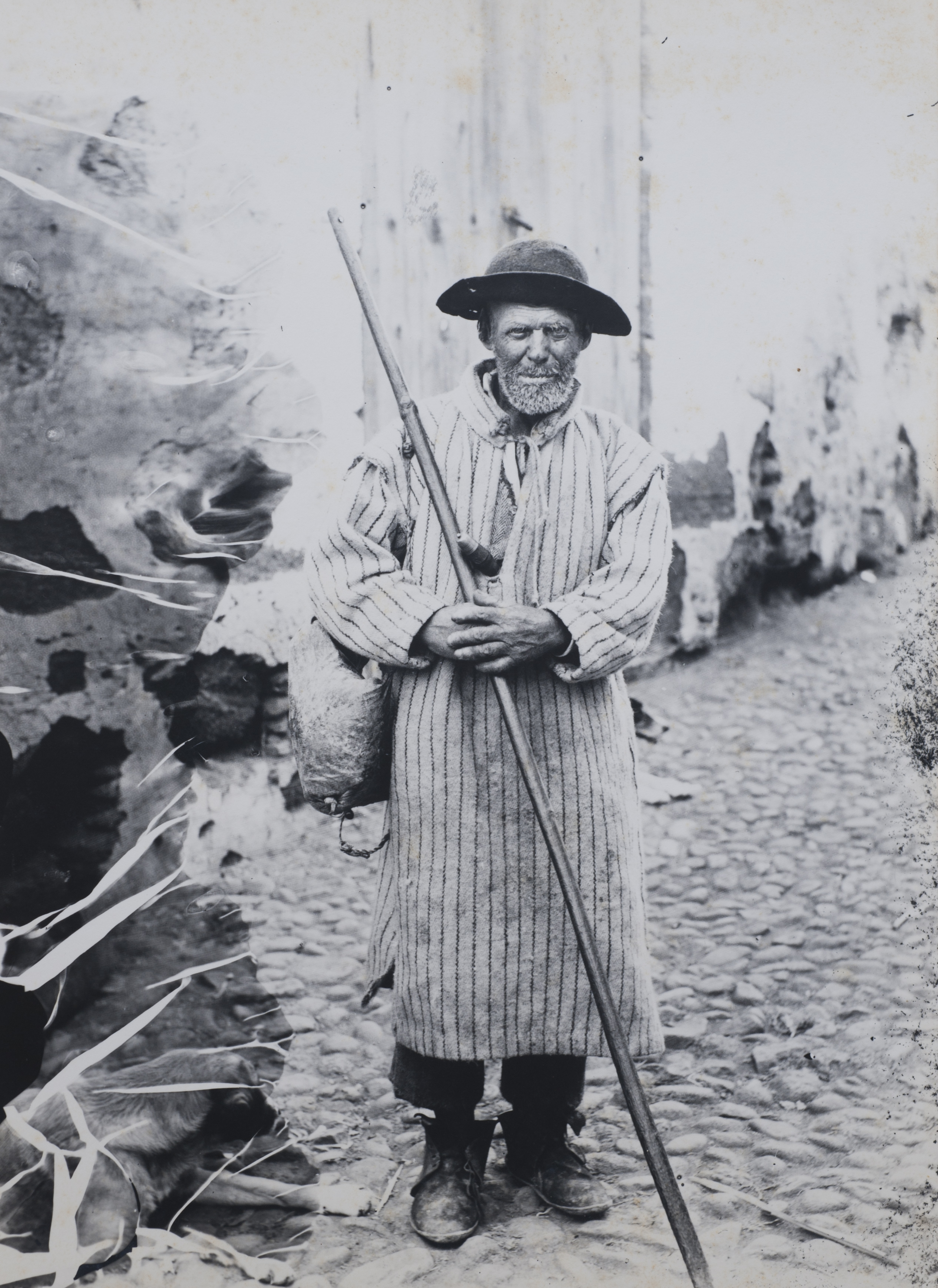
Campesino de Gáldar con el «cabo» sobresaliendo de entre su camisuela, década de 1880.

### Materiales
Las materias primas más utilizadas en la fabricación de este producto artesanal son:
Para el cabo:
- Materiales naturales: cuerno de vacuno, macho cabrío y carnero (negro, blanco o crema y rubio o amarillento), hueso, madera para el relleno de los casquillos, etc.
- Materiales artificiales: fibra vulcanizada, marfil sintético, etc.
- Metales: alpaca, níquel, latón, oro, plata, etc.

Para la hoja: acero al carbono (hoja negra o canaria), acero inoxidable (o de hoja blanca), acero damasquino, etc.
Para la vaina: cuero y metal.

### Fabricación
Este oficio artesano ha sido practicado tradicionalmente por hombres (aunque se tiene constancia de la participación de mujeres en la confección del cabo, como la ya mencionada Carmen Batista León), ya sean herreros, que son quienes forjan la hoja, o los encabadores, cuchilleros o caberos, que son los que elaboran el cabo. Hay artesanos que realizan todo el proceso, fabricando tanto la hoja como el cabo.
Cabo. Una vez forjada la hoja y su correspondiente espiga, el proceso de fabricación de este elemento requiere:
- Preparación del cuerno: cuando esté curado, se corta en distintos trozos que se calientan con fuego para ablandarlos y luego prensarlos. Las piezas cuadradas resultantes son agujereadas en su centro y limadas.
- Encabado de las diferentes piezas, ordenándolas de una manera concreta siguiendo el esquema previamente ideado por el artesano.
- Limado de las piezas cuadradas para darles una forma redondeada, como una arandela.
- Desmontado del cabo, manteniendo el orden preestablecido de las piezas.
- Realización de una serie de incisiones en las piezas de cuerno (u otro material) seleccionadas, para incrustar láminas de metal u otro material, componiendo dibujos geométricos, motivos florales, etc.

Decoración. Es muy diversa, entre los motivos decorativos más comunes están: la cruzada, cuadrado, damero, derecha, espiga, espinilla, flores, jabar, malla, ojo de gallo, rallado, etc.
Terminación. Una vez finalizada la decoración de las piezas se procede al:
- Encabado definitivo, manteniendo el orden inicial al montarlas en la espiga.
- Se termina el cabo y se cierra con un casquillo coronado por un remache llamado «perilla». Este casquillo superior, así como el inferior, suele estar decorado.
- Se eliminan asperezas y partes salientes de las diferentes piezas del cabo con la ayuda de una lima.
- Pulido y abrillantado del cabo.

## Clasificación tipológica

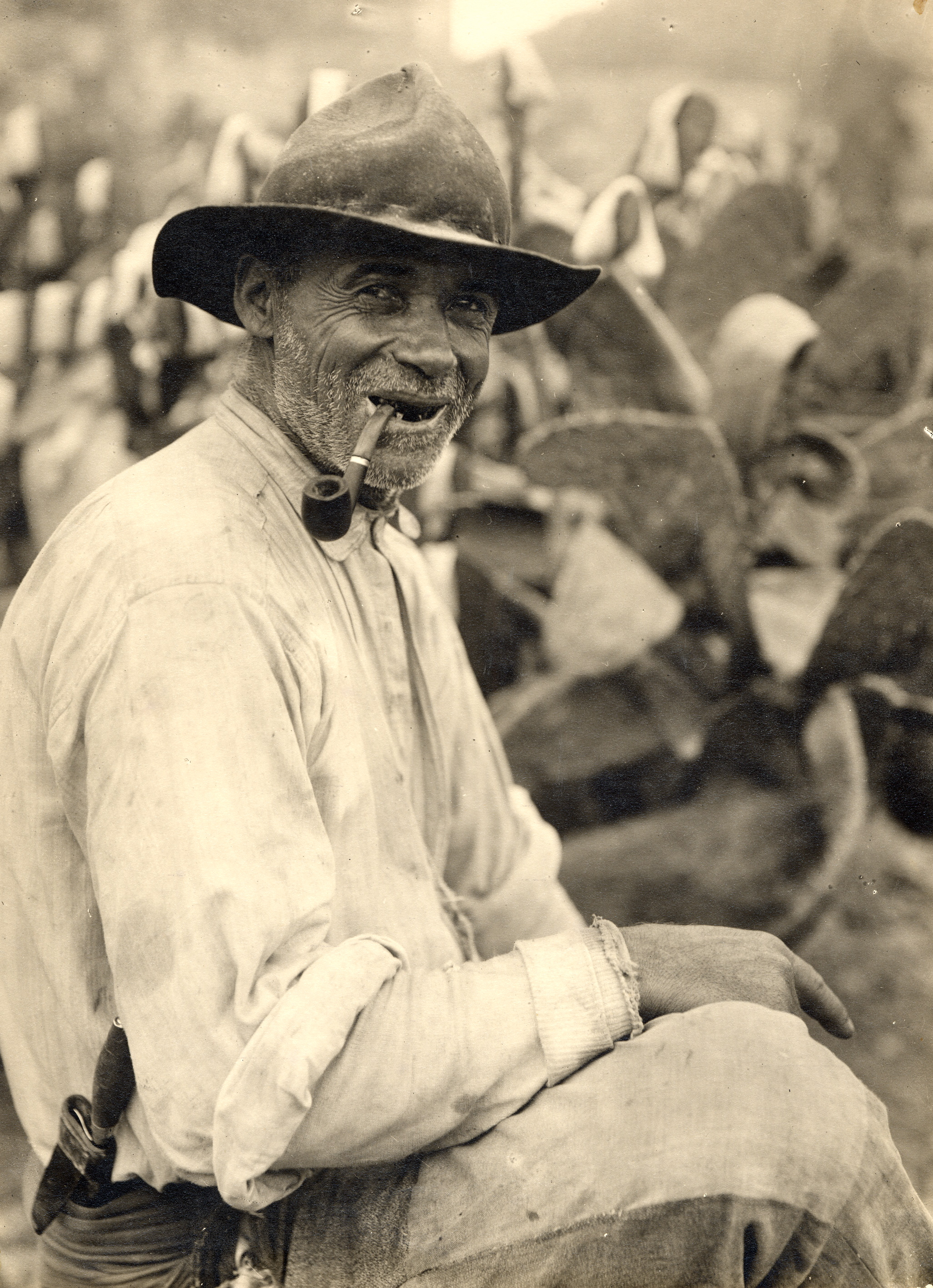
Jornalero de la cochinilla con el útil de trabajo al costado, Arucas (1928). Se trata de un cuchillo de «cabo de palo», con sencillo mango de madera sin incrustaciones.

No existe una clasificación tipológica única y esta puede variar según el investigador. La siguiente es la planteada por Alejandro C. Moreno que hace una división en función de la decoración del cabo, longitud de la hoja, uso y materiales empleados.

### Según el labrado del mango
- Cuchillo de cabo de palo, son los más usados por el labrador.
- Cuchillo de cabo de cumbre o campo, también denominado de Feria se les considera la variedad más antigua.
- Cuchillo de cabo de costa o costero, denominados así por realizarse en la Costa de San Felipe, Guía de Gran Canaria.
- Cuchillo de cabo de flores, elaborados tradicionalmente en la ciudad de Guía de Gran Canaria.

### Según la longitud de la hoja
- Cuchillete, menos de 15 cm.
- Cuchillo de faldriquera, 15 cm.
- Cuchillo de pastor, 18 cm.
- Cuchillo de labranza o platanero, 21 cm.
- Cuchillo boyero (léase también bueyero) o pitero, más de 23 cm.

### Según los materiales empleados
- Cuchillo de trabajo, expresión que puede ser utilizada como sinónimo de herramienta.
- Cuchillo joya, elaborados en materiales nobles.